# The Crack Era
Albums de Fat Joe
Me, Myself and I
(2006) The Elephant in the Room
(2008)
The Crack Era est une mixtape de Fat Joe, sortie le 21 janvier 2008.

## Liste des titres
| No  | Titre                                                | Contient un (des) sample(s) de                         | Durée |
| --- | ---------------------------------------------------- | ------------------------------------------------------ | ----- |
| 1.  | Intro                                                |                                                        | 0:32  |
| 2.  | Let's Go (featuring Rick Ross)                       |                                                        | 2:59  |
| 3.  | In the Ghetto                                        |                                                        | 1:25  |
| 4.  | They Want None of Me                                 |                                                        | 1:13  |
| 5.  | Keep Rockin (featuring Cassidy)                      |                                                        | 2:27  |
| 6.  | Load It Up                                           |                                                        | 2:08  |
| 7.  | Victim                                               | You Don't Have to Say You Love Me de Dusty Springfield | 4:32  |
| 8.  | Checkin For Me (featuring Bobby Valentino)           |                                                        | 1:22  |
| 9.  | We Ridin                                             |                                                        | 3:34  |
| 10. | More Money (featuring Junior Reid)                   |                                                        | 3:21  |
| 11. | Get Your Grind On (featuring Freeway)                |                                                        | 2:11  |
| 12. | We Keep Gettin Money                                 |                                                        | 2:14  |
| 13. | Lean On Em (featuring Carden)                        |                                                        | 4:18  |
| 14. | Niggas Get Killed For Less                           |                                                        | 2:03  |
| 15. | Let a Grand Hang Out (featuring Remy Ma et Nelly)    |                                                        | 2:43  |
| 16. | Make It Rain Remix (featuring R. Kelly et Lil Wayne) | Hypnotize de The Notorious B.I.G.                      | 6:45  |